# Каслреј
Каслреј (енгл. Castlereagh) је град у Уједињеном Краљевству у Северној Ирској. Према процени из 2007. у граду је живело 57.726 становника.

## Становништво
Према процени, у граду је 2007. живело 57.726 становника.
| 1981.  | 1991.  | 2001.  |
| ------ | ------ | ------ |
| 50,318 | 50,191 | 54,990 |